# Сеферовићи (Горњи Вакуф-Ускопље)
Сеферовићи је насељено место у Босни и Херцеговини у општини Горњи Вакуф-Ускопље. Административно припада Федерацији Босне и Херцеговине, односно њеном Средњобосанском кантону. Према попису становништва из 2013. у насељу је било 139 становника, а већинско становништво у насељу били су Бошњаци.

## Становништво
По последњем службеном попису становништва из 2013. године у насељу Сеферовићи живело је 139 становника, а село је било етнички хомогено са већинском бошњачком популацијом.
| Националност | 2013. | 1991.        | 1981.        | 1971.        |
| Бошњаци      | —     | 164 (96,47%) | 171 (99,42%) | 153 (100,0%) |
| Хрвати       | —     | 0            | 0            | 0            |
| Срби         | —     | 0            | 0            | 0            |
| Југословени  | —     | 0            | 1 (0,58%)    | 0            |
| остали       | —     | 6 (3,52%)    | 0            | 0            |
| Укупно       | 139   | 170          | 172          | 153          |